# Hillosensalmi

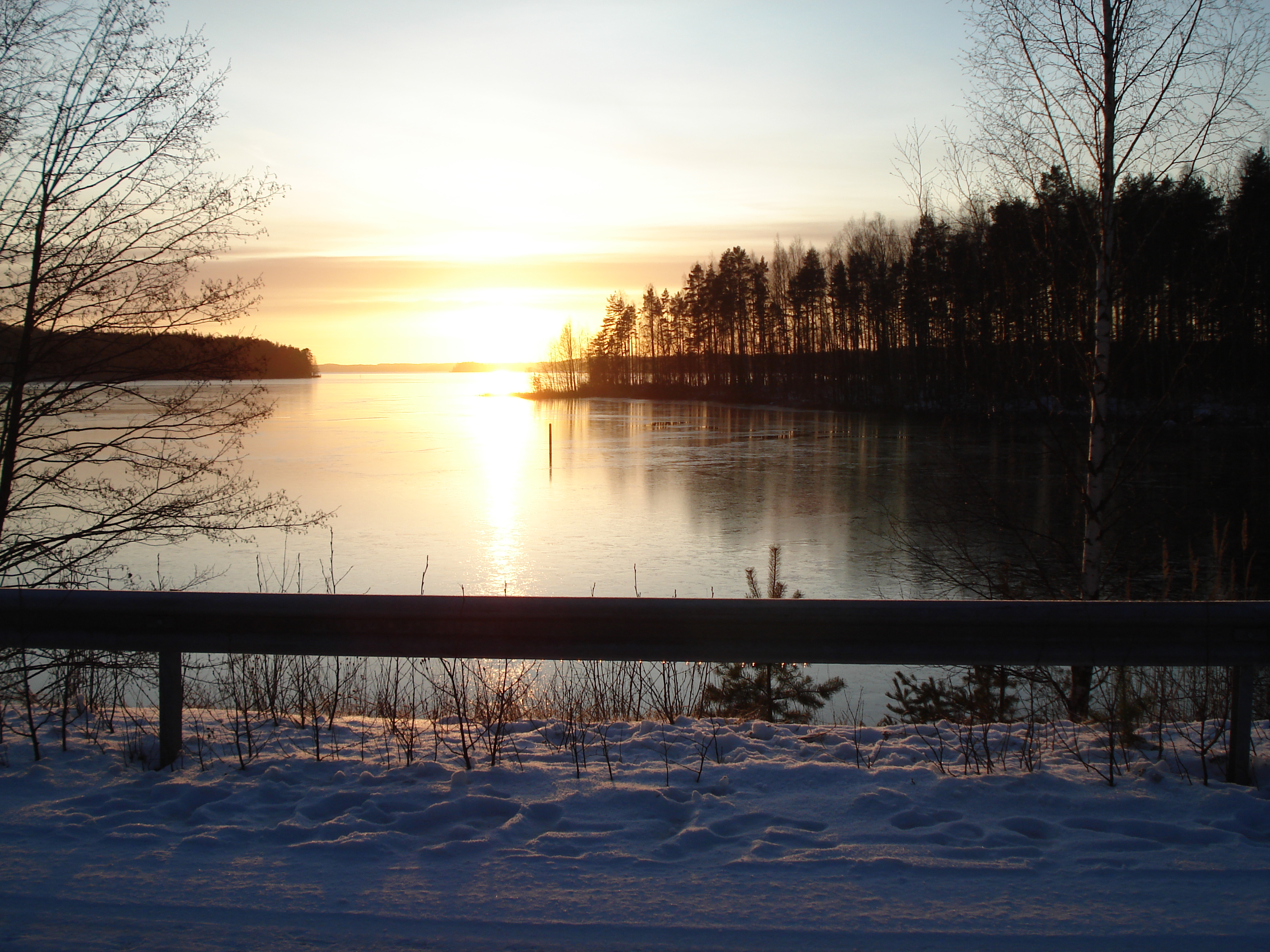
Hillosensalmi

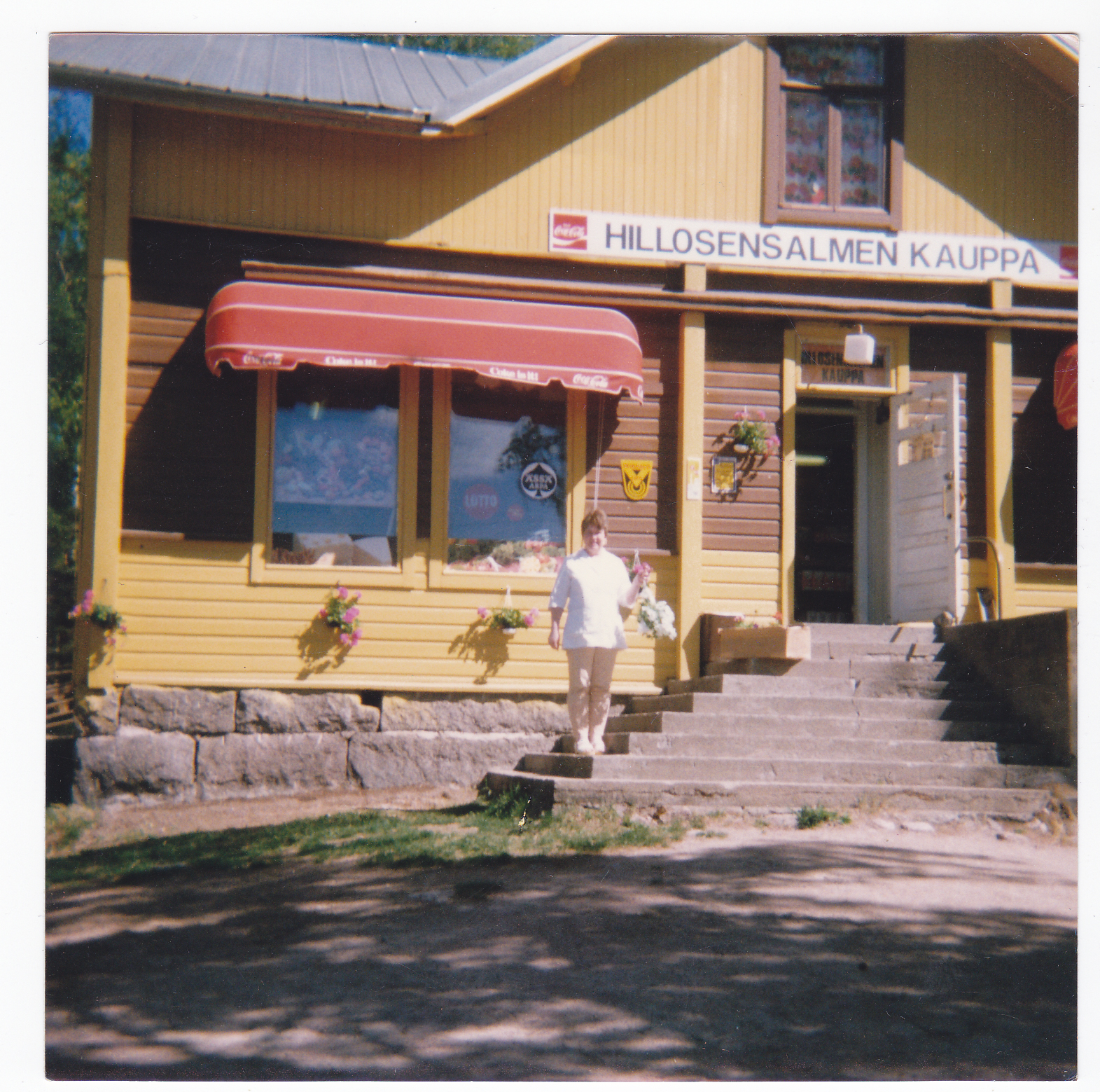
Hillosensalmi lanthandel i drift sista året 1987 med sista föreståndarinnan på trappan numera avliden. Det fanns 2 butiker i byn på början av 1900-talet.

Hillosensalmi är en by i Kouvola i landskapet Kymmenedalen i Finland.
Hillosensalmi station ligger på avsnittet mellan Kouvola och Pieksämäki, 43 kilimeter norr om Kouvola. Orten har fått sitt namn efter Hillosensaaris sund (finska: "salmi"), som förenar Vuohijärvi och Repovesi. 
Hillosensalmis historia är krigisk och blodig, ty här löpte gränsen mellan Sverige och Ryssland. Många strider har utkämpats här och byn har bränts flera gånger. Senast stred man här under finska inbördeskriget 1918.